# Luischen
Luischen ist eine Erzählung von Thomas Mann, die 1900 zunächst in der literarischen Zeitschrift Die Gesellschaft publiziert wurde und 1903 in der Novellensammlung Tristan erschien.

## Inhalt
Der 40-jährige, beleibte Rechtsanwalt Christian Jacoby ist mit der 10 Jahre jüngeren, attraktiven Amra verheiratet. Sie sind wohlhabend, aber kinderlos und leben nebeneinanderher. Die wenig intelligente, aber tückische Gattin betrügt ihren Christian mit dem jungen und kecken Komponisten Alfred Läutner. Die ganze Stadt weiß davon, nur der gehörnte Ehemann nicht. Dieser kniet mitunter nachts vor dem Bett seiner einschlafenden Amra und beteuert ihr seine Liebe. Die sinnliche Frau aber hat für den unterwürfigen Gatten nur einen verächtlichen Blick.
Eines Frühlings verfällt Amra auf die Idee, in einem Gartenlokal ein großes Fest für mehr als 150 Herrschaften auszurichten. Christian gibt widerstrebend sein Einverständnis. Zum Vorbereitungskomitee gehört außer dem Ehepaar, einer Sängerin, einem Maler, einem Dichter und einem Schauspieler auch der Komponist Läutner. Als das Komitee tagt, verblüfft Amra die Runde mit dem Vorschlag, Christian möge im „rotseidenen Babykleide“ auftreten und der Gesellschaft etwas vorsingen und tanzen. Ganz aus der Fassung weist Christian die unerhörte Zumutung mehrfach zurück. Läutner hingegen ist begeistert, denn er soll etwas Passendes für den Hausherrn komponieren und ihn zusammen mit Amra am Klavier begleiten.
Als Christian am gleichen Abend der einschlafenden Amra seine Liebe beteuert und erneut bei ihr abblitzt, gibt er schließlich zerknirscht das Einverständnis zu seinem Auftritt. Läutner komponiert das lächerliche Couplet Luischen. Die Party steigt und die Stimmung ist großartig. Christian gibt wie versprochen die demütigende Nummer. Sein Blick wandert dabei zwischen dem atemlosen Publikum und Amra und Läutner, die am Piano sitzen, hin und her. Es ist, als sei der Tänzer, erregt durch den Wechsel in eine andere Tonart, die Alfred Läutner überraschend anschlägt, zu einer Erkenntnis gekommen. Schlagartig gehen ihm die Augen auf. All das ist zu viel für ihn und er bricht tot auf der Bühne zusammen.

## Rezension
- In der „Neuen Zürcher Zeitung“ würdigt Hesse[1] am 5. Dezember 1903 das bis dato vorliegende Mannsche Werk, nimmt aber „Luischen“, weil es das „Burleske“ allzu nahe tangiere, von seinem pauschalen Lobspruch explizit aus.